# Kiefel (Unternehmen)
Die Kiefel GmbH ist ein Maschinenbauunternehmen aus Freilassing in Bayern.

## Geschichte
Nach dem Ende des Zweiten Weltkriegs kam der Ingenieur Paul Kiefel als Flüchtling ins Durchgangslager nach Piding. Dort gründete er 1945 eine kleine Werkstatt für Fahrräder und begann bald mit der Konstruktion und Fertigung verschiedener landwirtschaftlicher Maschinen und Traktoren. Die Paul Kiefel Maschinen- und Fahrzeugbau stellte von 1946 bis 1953 Traktoren auf Jeep-Basis her.
Anfang der 1950er Jahre wurden dann erste Hochfrequenz-Schweißpressen entwickelt, die insbesondere zum Verschweißen von Produkten eingesetzt werden konnten. Im Jahr 1955 wurde ein neuer Standort in Freilassing bezogen. Das Unternehmen konzentrierte sich zunehmend auf den Maschinenbau und produziert Maschinen für die Verarbeitung von Kunststofffolien. Ab den 1960er Jahren baute man Hochfrequenzschweißanlagen für die Fertigung von Türseitenverkleidungen von Autos, aber auch für medizinische Produkte, wie Blut- und Infusionsbeutel und Thermoformmaschinen für Verpackungsteile, Blister und Kunststoffbecher.
Seit 2007 gehört Kiefel zur Brückner Group. Im November 2024 wurde bekannt, dass die Kiefel Packaging GmbH in Micheldorf in Oberösterreich Ende 2025 geschlossen werden soll.